# Genocidio dei greci del Ponto

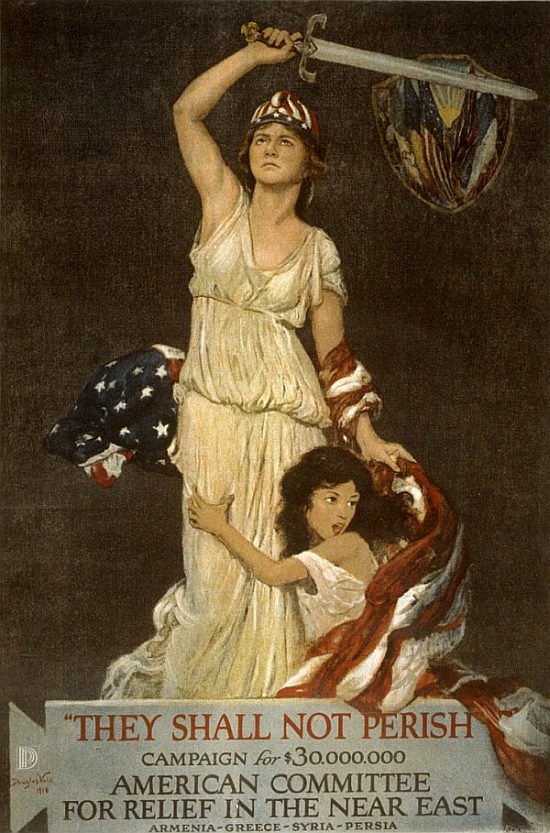
Un manifesto di raccolta fondi per il comitato americano per il soccorso in Armenia, Grecia, Siria e Persia in cui si promette che i bisognosi nel Vicino Oriente "non periranno."

Il genocidio dei Greci del Ponto è un fatto accaduto nella odierna Turchia, in territorio all'epoca appartenente all'Impero Ottomano. Vittime furono Greci del Ponto durante e dopo la prima guerra mondiale, tra 1914 e 1923.

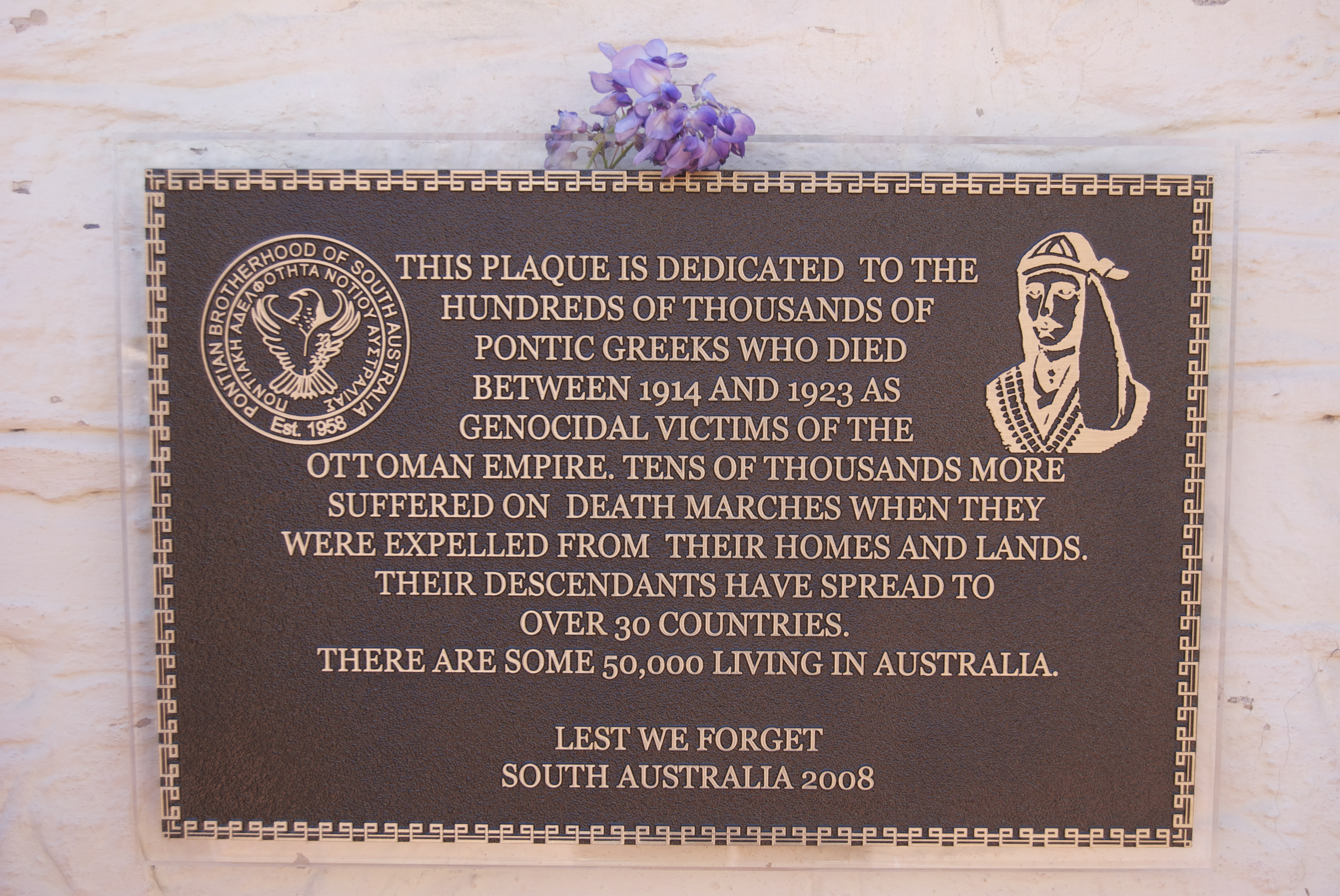
Australia: targa commemorativa in ricordo del genocidio greco

## Storia
Secondo la Ligue Internationale pour les Droits et la Libération des Peuples, tra 1916 e 1923, quasi 350000 greci del Ponto furono uccisi. Merrill D. Peterson indica 360000 vittime. GK Valavanis stima 5238000 vittime per gli omicidi, le impiccagioni, la fame e le malattie. Secondo Ismail Enver, uno dei principali responsabili del genocidio e consulente per l'esercito tedesco, il ministro turco della Difesa ha riferito nel 1915 che voleva "risolvere il problema greco ... allo stesso modo in cui pensava di aver risolto il problema armeno".

## Testimonianze
Testimonianze scritte del genocidio greco si trovano nel libro di George Horton, console generale degli USA a Smirne nel 1922, e nel libro di Henry Morgenthau, ambasciatore statunitense a Costantinopoli. Inoltre c'è l'opera letteraria di Ilias Venezis Il numero 31328 (1931), ritenuto dall'autore come "il libro della schiavitù", dove descrive le sue esperienze nel momento in cui viene preso come ostaggio in Asia Minore. Dei 3000 ostaggi presi con lui, soltanto ventitre sopravvissero. Altre opere conosciute su questi dettagli sono La catastrofe minorasiatica (Atene 1970) e Terre sanguinose (in italiano intitolato Addio Anatolia, Atene 1989) di Dido Sotiríou, e Neanche il mio nome di Thea Halo.

## Numeri
Secondo molteplici fonti il genocidio e il conseguente scambio di popolazioni ha portato solo in Grecia, secondo il censimento del 1928, 1221849 di profughi su un totale di 6204684 abitanti (il 20% circa della popolazione totale). A questo numero si devono aggiungere i decessi dei profughi per stenti e il loro flusso migratorio dalla Grecia verso gli Stati Uniti dal 1922 al 1928, le vittime delle operazioni di pulizia etnica e i greci rifugiati in altri paesi del Mar Nero e del Mediterraneo.
Secondo Rudolph Rummel tra il 1914 e il 1918 furono sterminati 384000 Greci e tra il 1920 e il 1922 ne sarebbero stati uccisi altri 264000, per un totale di 648000. Secondo la storica Constantine Hatzidimitriou il numero delle vittime ammonterebbe a circa 735370.

## Riconoscimento del genocidio greco
La Grecia e Cipro hanno ufficialmente riconosciuto il genocidio e nel 1994 ne hanno dichiarato il 19 maggio giornata commemorativa. Singoli stati degli Stati Uniti d'America hanno già votato risoluzioni volte a riconoscerlo come genocidio. Carolina del sud, New Jersey, Florida, Massachusetts, Pennsylvania, Illinois, Georgia, Rhode Island, Indiana, South Dakota e West Virginia, come anche le città di New York e Cleveland, hanno adottato delle risoluzioni volte a riconoscere il genocidio. Tuttavia tali risoluzioni non sono state recepite a livello federale. Anche l'Armenia ha mosso i primi passi verso il riconoscimento nel 2003 per poi riconoscere ufficialmente il genocidio nel 2015, anno in cui è stato riconosciuto anche dai Paesi Bassi. La Svezia ha riconosciuto ufficialmente il genocidio nel 2010. Altri paesi che hanno riconosciuto lo sterminio sono Austria, Canada e Australia.
Nel dicembre 2007 l'associazione denominata International Association of Genocide Scholars (IAGS) ha approvato a larga maggioranza una risoluzione in cui afferma che la campagna del 1914-1923 contro i greci dell'Impero ottomano costituì un genocidio.

## Negazionismo
Da parte sua la Turchia rigetta il termine di genocidio, pratica adottata anche contro il Genocidio armeno, ritenendo inoltre che indire la giornata commemorativa il 19 maggio sia una provocazione, poiché tale data coincide con una festa nazionale turca.